# Lipinia nitens
Espèce
Synonymes
- Lygosoma nitens Peters, 1871

Lipinia nitens est une espèce de sauriens de la famille des Scincidae.

## Répartition
Cette espèce est endémique du Sarawak en Malaisie orientale.

## Publication originale
- Peters, 1871 : Über neue Reptilien aus Ostafrika und Sarawak (Borneo), vorzüglich aus der Sammlung des Hrn. Marquis J. Doria zu Genua. Monatsberichte der Königlichen Akademie der Wissenschaften zu Berlin, vol. 1871, p. 566-581 (texte intégral).